# لويس وايت
لويس وايت (بالإنجليزية: Lewis White)‏ (2 أغسطس 1927 ستوك أون ترينت المملكة المتحدة - 1 يناير 1982) هو لاعب كرة قدم بريطاني سابق كان يلعب كمهاجم.